# Johann Traber
Johann Evangelist Traber (* 24. März 1854 in Homburg TG; † 29. Oktober 1930 in Zürich) war ein Schweizer Bankenpionier. Er gründete 1899 die erste Raiffeisenbank der Schweiz in Bichelsee.

## Leben
Johann Traber wurde im Jahre 1854 in Homburg (TG) als Sohn eines Schreiners geboren. Im Jahre 1873 begann er sein Studium am Gymnasium Einsiedeln und schloss es im Jahre 1879 ab. Im gleichen Jahr ging er an die Universität von Würzburg und studierte Theologie. Sein Theologiestudium setzte er 1881 an der katholischen Hochschule in Leuven (Belgien) fort. 1883 kehrte Traber in die Schweiz zurück und erhielt im Kapuzinerkloster Wesemlin von Luzern die Priesterweihe. 1883 wurde er Kaplan in Sirnach, 1885 setzte man ihn als Pfarrer in Bichelsee ein.
Pfarrer Johann Traber befasste sich mit dem Kreditwesen. Um die Wirtschaft und den Wohlstand in der Gemeinde anzukurbeln, bemühte er sich eine Raiffeisenbank nach dem Vorbild des deutschen Friedrich Wilhelm Raiffeisen zu gründen, mit dem Konzept einer genossenschaftlichen Bank zur gegenseitigen Hilfe.
Am 21. Dezember 1899 fand im Schulhaus Balterswil (Bichelsee-Balterswil) eine Versammlung zur Gründung der ersten Raiffeisenkasse der Schweiz statt. Pfarrer Traber wurde Vorstandspräsident der Raiffeisenkasse. 1902 gründete er den Schweizer Verband der Raiffeisenkassen mit, er war von 1902 bis 1912 Mitglied der Geschäftsleitung. Ab 1912 betätigte er sich als Herausgeber des "Schweizer Raiffeisenboten".

## Weblink
- Erich Trösch: Traber, Johann Evangelist. In: Historisches Lexikon der Schweiz.

| Personendaten    | Personendaten             |
| ---------------- | ------------------------- |
| NAME             | Traber, Johann            |
| ALTERNATIVNAMEN  | Traber, Johann Evangelist |
| KURZBESCHREIBUNG | Schweizer Bankenpionier   |
| GEBURTSDATUM     | 24. März 1854             |
| GEBURTSORT       | Homburg TG                |
| STERBEDATUM      | 29. Oktober 1930          |
| STERBEORT        | Zürich                    |